# ソラスズメダイ
ソラスズメダイ（学名：Pomacentrus coelestis）は、スズキ目・スズメダイ科に分類される魚の一種。別名「ソラスズメ」。

## 形質
体長は7-8cm。基本的に体色は、前上部が青色で、後下部が黄色となるが、黄色の範囲や色の濃淡には個体差がある。背びれは13棘14-15軟条、臀鰭は2棘14-15軟条。

## 生態
沿岸の岩礁やサンゴ礁に生息する。5-9月に岩の割れ目などに産卵する。
海中を漂うプランクトンをついばむほか、底質面に生育する藻類を噛みとって食物とする。胃の内容物の分析によれば、カイアシ類に属する動物プランクトンと底生藻類とが主な餌となっており、特に後者の比率が高いとされている。なお、潜水による食餌行動の観察や水槽内における飼育実験の結果から、底質面からちぎりとられて水中を浮遊する藻類の断片は、ついばむことはあっても飲み込むことはなく、餌としてはほとんど利用しないという。

## 分布
北海道南部以南、琉球列島、朝鮮半島、太平洋の西部に分布する。

## 近縁種
- モンツキスズメダイ Pomacentrus alexanderae Evermann and Seale, 1907
- ニセネッタイスズメダイ Pomacentrus amboinensis Bleeker, 1868
- メガネスズメダイ Pomacentrus bankanensis Bleeker, 1853
- オジロスズメダイ Pomacentrus chrysurus Cuvier,1830
- アサドスズメダイ Pomacentrus lepidogenys Fowler and Bean, 1928
- ネッタイスズメダイ Pomacentrus moluccensis Bleeker, 1853
- ナガサキスズメダイ Pomacentrus nagasakiensis Tanaka, 1917
- ニセモンツキスズメダイ Pomacentrus nigromarginatus Allen, 1973
- クジャクスズメダイ Pomacentrus pavo (Bloch,1787)
- フィリピンスズメダイ Pomacentrus philippinus Evermann and Seale, 1907
- スミゾメスズメダイ Pomacentrus taeniometopon Bleeker, 1852
- オリオンスズメダイ Pomacentrus tripunctatus Cuvier, 1830
- クロメガネスズメダイ Pomacentrus vaiuli Jordan and Seale, 1906